# Lex Hives
Lex Hives é o quinto álbum feito pela banda de rock Sueca The Hives. O álbum foi lançado em 1º de Junho de 2012 na Suécia, e internacionalmente lançado em 4 de Junho de 2012.
Lex Hives foi produzido pela banda The Hives e mixado pelo ganhador do Prêmio Grammy Award, Andrew Scheps, com duas faixas adicionais mixadas por D. Sardy e Joe Zook. A versão Deluxe vem faixa bônus (Apenas para download) produzida pelo vocalista da banda Queens of the Stone Age, Josh Homme.
O termo "Lex Hives" é uma frase derivada da antiga prática romana de promulgação de um sistema ou conjunto de leis e aceitá-los como um padrão.

## Recepção
O álbum chegou á 7ª Posição no Gráfico Sueco, 20 no Gráfico Suíço, 38 no Gráfico Australiano e 53 no Gráfico Canadense.

## Canções
1. 	"Come On!"   	                                                1:09
2. 	"Go Right Ahead"   	                                        3:06
3. 	"1000 Answers"   	                                        2:07
4. 	"I Want More"   	                                                2:52
5. 	"Wait a Minute"   	                                        3:02
6. 	"Patrolling Days"   	                                        4:01
7. 	"Take Back the Toys"   	                                2:54
8. 	"Without the Money"   	                                1:54
9. 	"These Spectacles Reveal the Nostalgics"   	        1:57
10. 	"My Time is Coming"   	                                2:34
11. 	"If I Had a Cent"   	                                        2:01
12. 	"Midnight Shifter"   	                                        3:37
13. 	"High School Shuffle" (Bonus Track) 	                3:03
14. 	"Insane" (Bonus Track) 	                                2:47